# Theologiefakultät von Katalonien

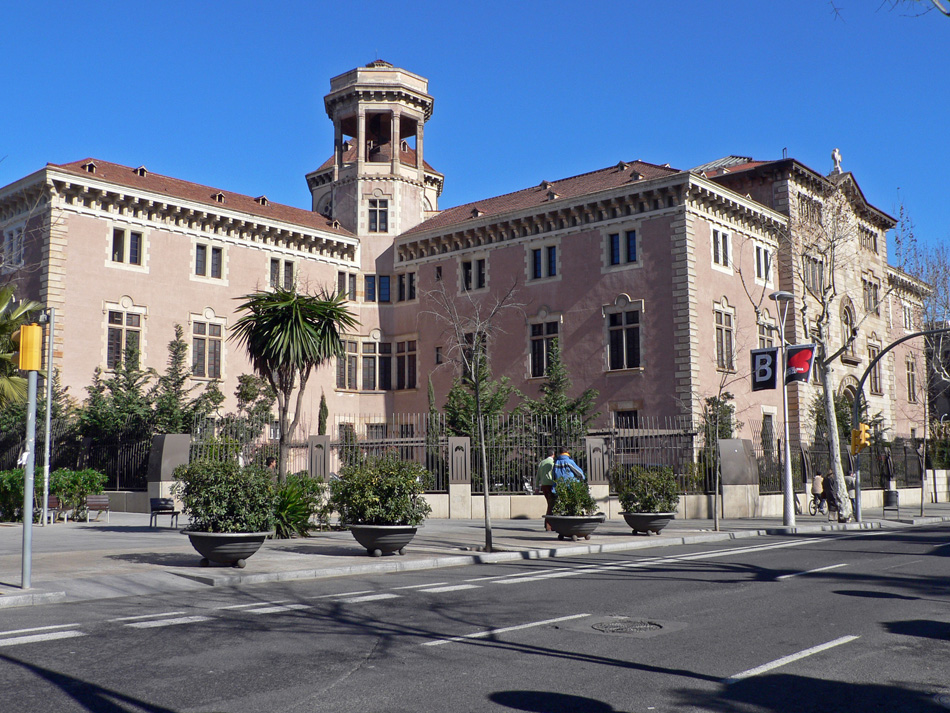
Facultat de Teologia de Catalunya (2006)

Die Theologiefakultät von Katalonien (katalanisch Facultat de Teologia de Catalunya; spanisch Facultad de Teología de Cataluña; kurz FTC) ist eine römisch-katholische theologische Fakultät mit universitärem Charakter mit Sitz in Barcelona.

## Überblick
Die Facultat de Teologia de Catalunya wurde am 7. März 1968 von der Kongregation für das katholische Bildungswesen kanonisch errichtet und widmet sich der Erforschung und dem Studium der Theologie.
Akademische Grade entsprechen gemäß einem Dekret von 2011 dem Bologna-Prozess für den Titel Batxiller en Teologia (Baccalaureatus in Theologia) dem offiziellen Universitätstitel Graduat oder Graduada, der Titel Llicenciat/da en Teologia (Licenciatus in Theologia) dem offiziellen Titel Màster Universitari und der Titel Doctor in Theologia (Doctor in Theologia) dem offiziellen Universitätstitel Doctor oder Doctora.
2015 wurde die Theologische Fakultät von Katalonien aufgrund eines entsprechenden Dekrets der Kongregation für das katholische Bildungswesen in die Ateneu Universitari Sant Pacià in Barcelona integriert.